# Atletica leggera ai Giochi della XV Olimpiade - 100 metri piani femminili

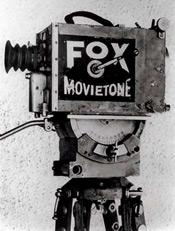
Video della Finale (immagini in B/N)
Video della Finale (immagini a colori)

La competizione dei 100 metri piani femminili di atletica leggera ai Giochi della XV Olimpiade si è disputata i giorni 21 e 22 luglio 1952 allo Stadio olimpico di Helsinki.

## L'eccellenza mondiale
| Primatista mondiale       | 11"5 1943 | Fanny Blankers-Koen | Presente |
| Camp.ssa olimpica 1948    | 11"9      | Fanny Blankers-Koen | Presente |
| Camp.ssa Europea 1950     | 11"7      | Fanny Blankers-Koen | Presente |
| Primatista stagionale     | 11"7      | Marjorie Jackson    | Presente |
| Vincitrice dei Trials USA | 12"1      | Mae Faggs           | Presente |

1. ↑  Fino al 19 luglio.

## La gara
La bicampionessa, olimpica ed europea in carica, Fanny Blankers-Koen, deve ricorrere ad iniezioni di penicillina a causa di un'infezione debilitante.
Passa il primo turno, ma poi viene fermata dai medici, che le consigliano di desistere. Gareggerà solo sugli 80 ostacoli.

La favorita diventa l'australiana Marjorie Jackson, che l'anno prima ha vinto 4 titoli ai Giochi dell'Impero Britannico ed è primatista mondiale stagionale con 11"7.

La Jackson si migliora progressivamente, segnando 11"6 già in batteria, ed eguagliando il record mondiale di 11"5 in semifinale (11"72).

È capace di ripetere il tempo anche in finale, a dimostrazione del suo dominio assoluto nella disciplina.

Giunge sesta la vincitrice dei Trials, Mae Faggs, in 12"1.
Il distacco tra la prima e la seconda, 3 decimi (38 centesimi), è il più ampio della storia olimpica nella specialità.

## Risultati

### Turni eliminatori
| 12 Batterie        | 21 luglio | 71 iscritte   | Si qualificano le prime 2. |
| 4 Quarti di finale | 21 luglio | 6 + 6 + 6 + 6 | Si qualificano le prime 3. |
| 2 Semifinali       | 22 luglio | 6 + 6         | Si qualificano le prime 3. |
| Finale             | 22 luglio | 6 concorrenti |                            |

### Batterie
| Pos. | Atleta            | Nazione   | Tempo Ufficiale | Tempo Ufficioso |
| ---- | ----------------- | --------- | --------------- | --------------- |
| 1    | Winsome Cripps    | Australia | 12"0            | 12"18           |
| 2    | Cwetana Berkovska | Bulgaria  | 12"2            | 12"43           |
| 3    | Lilián Heinz      | Argentina | 12"7            | 13"01           |
| 4    | Ulla Pokki        | Finlandia | 12"7            | 13"06           |
| 5    | Nilima Ghose      | India     | 13"6            | 13"80           |

| Pos. | Atleta              | Nazione     | Tempo Ufficiale | Tempo Ufficioso |
| ---- | ------------------- | ----------- | --------------- | --------------- |
| 1    | Mae Faggs           | Stati Uniti | 12"1            | 12"44           |
| 2    | Liliana Tagliaferri | Italia      | 12"6            | 12"86           |
| 3    | Aranka Szabó-Bartha | Ungheria    | 12"7            | 12"90           |
| 4    | Elżbieta Bocian     | Polonia     | 12"9            | 13"10           |

| Pos. | Atleta                   | Nazione          | Tempo Ufficiale | Tempo Ufficioso |
| ---- | ------------------------ | ---------------- | --------------- | --------------- |
| 1    | Bertha Brouwer           | Paesi Bassi      | 12"0            | 12"26           |
| 2    | Irina Turova-Bochkaryova | Unione Sovietica | 12"0            | 12"25           |
| 3    | Vittoria Cesarini        | Italia           | 12"3            | 12"78           |
| 4    | Tang Pai Wah             | Singapore        | 13"8            | 14"08           |

| Pos. | Atleta              | Nazione       | Tempo Ufficiale | Tempo Ufficioso |
| ---- | ------------------- | ------------- | --------------- | --------------- |
| 1    | Helga Klein         | Germania      | 12"1            | 12"30           |
| 2    | Heather Armitage    | Gran Bretagna | 12"3            | 12"57           |
| 3    | Lilián Buglia       | Argentina     | 12"3            | 12"62           |
| 4    | Alexandra Sicoe     | Romania       | 12"8            | 12"93           |
| 5    | Kaija Helena Sipilä | Finlandia     | 13"4            | 13"70           |

| Pos. | Atleta               | Nazione  | Tempo Ufficiale | Tempo Ufficioso |
| ---- | -------------------- | -------- | --------------- | --------------- |
| 1    | Maria Sander         | Germania | 12"2            | 12"42           |
| 2    | Anna-Lisa Augustsson | Svezia   | 12"4            | 12"67           |
| 3    | Rosella Thorne       | Canada   | 12"5            | 12"77           |
| 4    | Ilona Tolnai-Rákhely | Ungheria | 12"6            | 12"95           |
| 5    | Ayako Yoshikawa      | Giappone | 12"6            | 13"00           |

| Pos. | Atleta                 | Nazione     | Tempo Ufficiale | Tempo Ufficioso |
| ---- | ---------------------- | ----------- | --------------- | --------------- |
| 1    | Giuseppina Leone       | Italia      | 12"2            | 12"38           |
| 2    | Janet Moreau           | Stati Uniti | 12"5            | 12"68           |
| 3    | Petronella Büch        | Paesi Bassi | 12"6            | 12"95           |
| 4    | Jorun Askersrud Tangen | Norvegia    | 13"0            | 13"18           |
| 5    | Sonja Prétôt           | Svizzera    | 14"7            | 14"93           |

| Pos. | Atleta            | Nazione       | Tempo Ufficiale | Tempo Ufficioso |
| ---- | ----------------- | ------------- | --------------- | --------------- |
| 1    | Catherine Hardy   | Stati Uniti   | 11"9            | 12"18           |
| 2    | June Foulds-Paul  | Gran Bretagna | 12"1            | 12"34           |
| 3    | Alberte de Campou | Francia       | 12"2            | 12"44           |
| 4    | Helena de Menezes | Brasile       | 12"5            | 12"83           |
| 5    | Ana María Fontán  | Argentina     | 12"9            | 13"33           |

| Pos. | Atleta           | Nazione   | Tempo Ufficiale | Tempo Ufficioso |
| ---- | ---------------- | --------- | --------------- | --------------- |
| 1    | Marjorie Jackson | Australia | 11"6            | 11"86           |
| 2    | Yvette Monginou  | Francia   | 12"3            | 12"64           |
| 3    | Luella Law       | Canada    | 12"4            | 12"70           |
| 4    | Thelma Jones     | Bermuda   | 12"5            | 12"75           |

| Pos. | Atleta             | Nazione          | Tempo Ufficiale | Tempo Ufficioso |
| ---- | ------------------ | ---------------- | --------------- | --------------- |
| 1    | Shirley Strickland | Australia        | 12"0            | 12"20           |
| 2    | Vera Krepkina      | Unione Sovietica | 12"2            | 12"32           |
| 3    | Isobel Shivas      | Gran Bretagna    | 12"5            | 12"82           |
| 4    | Emma Konrad        | Romania          | 13"0            | 13"10           |
| 5    | Mary D'Souza       | India            | 13"1            | 13"40           |

| Pos. | Atleta                   | Nazione   | Tempo Ufficiale | Tempo Ufficioso |
| ---- | ------------------------ | --------- | --------------- | --------------- |
| 1    | Daphne Robb-Hasenjäger   | Sudafrica | 11"9            | 12"16           |
| 2    | Eleanor McKenzie         | Canada    | 12"2            | 12"41           |
| 3    | Nell Sjöström            | Svezia    | 12"4            | 12"71           |
| 4    | Ibolya Tilkovszky        | Ungheria  | 12"4            | 12"75           |
| 5    | Phyllis Lightbourn-Jones | Bermuda   | 13"3            | 13"55           |

| Pos. | Atleta                 | Nazione     | Tempo Ufficiale | Tempo Ufficioso |
| ---- | ---------------------- | ----------- | --------------- | --------------- |
| 1    | Fanny Blankers-Koen    | Paesi Bassi | 11"9            | 12"18           |
| 2    | Margarete Petersen     | Germania    | 12"0            | 12"32           |
| 3    | Denise Laborie-Guénard | Francia     | 12"6            | 12"88           |
| 4    | Graviola Ewing         | Guatemala   | 13"0            | 13"05           |

| Pos. | Atleta           | Nazione          | Tempo Ufficiale | Tempo Ufficioso |
| ---- | ---------------- | ---------------- | --------------- | --------------- |
| 1    | Edna Maskell     | Sudafrica        | 11"9            | 12,26           |
| 2    | Nadežda Chnykina | Unione Sovietica | 12"0            | 12,25           |
| 3    | Hyacinth Walters | Giamaica         | 12"4            | 12"53           |
| 4    | Elfriede Steurer | Austria          | 12"7            | 12"86           |
| 5    | Agneta Hannerz   | Svezia           | 12"8            | 13"09           |

### Quarti di finale
| Pos. | Atleta             | Nazione       | Tempo Ufficiale | Tempo Ufficioso |
| ---- | ------------------ | ------------- | --------------- | --------------- |
| 1    | Marjorie Jackson   | Australia     | 11"6            | 11"84           |
| 2    | Margarete Petersen | Germania      | 12"0            | 12"30           |
| 3    | Bertha Brouwer     | Paesi Bassi   | 12"0            | 12"33           |
| 4    | Giuseppina Leone   | Italia        | 12"2            | 12"42           |
| 5    | Heather Armitage   | Gran Bretagna | 12"3            | 12"58           |
| 6    | Cwetana Berkovska  | Bulgaria      | 12"3            | 12"60           |

| Pos. | Atleta                   | Nazione          | Tempo Ufficiale | Tempo Ufficioso |
| ---- | ------------------------ | ---------------- | --------------- | --------------- |
| 1    | Maria Sander             | Germania         | 12"0            | 12"20           |
| 2    | Fanny Blankers-Koen      | Paesi Bassi      | 12"0            | 12"22           |
| 3    | Mae Faggs                | Stati Uniti      | 12"0            | 12"22           |
| 4    | Irina Turova-Bochkaryova | Unione Sovietica | 12"1            | 12"28           |
| 5    | Eleanor McKenzie         | Canada           | 12"1            | 12"44           |
| 6    | Yvette Monginou          | Francia          | 12"4            | 12"66           |

| Pos. | Atleta                 | Nazione          | Tempo Ufficiale | Tempo Ufficioso |
| ---- | ---------------------- | ---------------- | --------------- | --------------- |
| 1    | Daphne Robb-Hasenjäger | Sudafrica        | 12"0            | 12"19           |
| 2    | Vera Krepkina          | Unione Sovietica | 12"1            | 12"26           |
| 3    | Winsome Cripps         | Australia        | 12"1            | 12"30           |
| 4    | June Foulds-Paul       | Gran Bretagna    | 12"3            | 12"45           |
| 5    | Janet Moreau           | Stati Uniti      | 12"5            | 12"67           |
| 6    | Anna-Lisa Augustsson   | Svezia           | 12"5            | 12"66           |

| Pos. | Atleta              | Nazione          | Tempo Ufficiale | Tempo Ufficioso |
| ---- | ------------------- | ---------------- | --------------- | --------------- |
| 1    | Nadežda Chnykina    | Unione Sovietica | 12"0            | 12"29           |
| 2    | Helga Klein         | Germania         | 12"0            | 12"27           |
| 3    | Shirley Strickland  | Australia        | 12"0            | 12"28           |
| 4    | Catherine Hardy     | Stati Uniti      | 12"1            | 12"31           |
| 5    | Edna Maskell        | Sudafrica        | 12"2            | 12"38           |
| 6    | Liliana Tagliaferri | Italia           | 12"9            | 13"14           |

### Semifinali
| Pos. | Atleta              | Nazione          | Tempo Ufficiale | Tempo Ufficioso |
| ---- | ------------------- | ---------------- | --------------- | --------------- |
| 1    | Marjorie Jackson    | Australia        | 11"5            | 11"75           |
| 2    | Winsome Cripps      | Australia        | 12"0            | 12"16           |
| 3    | Mae Faggs           | Stati Uniti      | 12"1            | 12"16           |
| 4    | Nadežda Chnykina    | Unione Sovietica | 12"1            | 12"17           |
| 5    | Margarete Petersen  | Germania         | 12"1            | 12"19           |
| -    | Fanny Blankers-Koen | Paesi Bassi      | NP              | NP              |

| Pos. | Atleta                 | Nazione          | Tempo Ufficiale | Tempo Ufficioso |
| ---- | ---------------------- | ---------------- | --------------- | --------------- |
| 1    | Daphne Robb-Hasenjäger | Sudafrica        | 11"9            | 12"13           |
| 2    | Shirley Strickland     | Australia        | 11"9            | 12"17           |
| 3    | Maria Sander           | Germania         | 12"0            | 12"24           |
| 4    | Bertha Brouwer         | Paesi Bassi      | 12"1            | 12"32           |
| 5    | Vera Krepkina          | Unione Sovietica | 12"1            | 12"41           |
| 6    | Helga Klein            | Germania         | 12"3            | 12"53           |

### Finale
| Pos.    | Corsia | Atleta                 | Età | Nazione     | Tempo Ufficiale | Tempo Ufficioso |
| ------- | ------ | ---------------------- | --- | ----------- | --------------- | --------------- |
| Oro     | 5      | Marjorie Jackson       | 20  | Australia   | 11"5            | 11"67           |
| Argento | 2      | Daphne Robb-Hasenjäger | 23  | Sudafrica   | 11"8            | 12"05           |
| Bronzo  | 4      | Shirley Strickland     | 26  | Australia   | 11"9            | 12"12           |
| 4       | 6      | Winsome Cripps         | 21  | Australia   | 11"9            | 12"16           |
| 5       | 3      | Maria Sander           | 27  | Germania    | 12"0            | 12"27           |
| 6       | 1      | Mae Faggs              | 20  | Stati Uniti | 12"1            | 12"27           |